# Anita Verkerk
Anita Verkerk (geboren in Leeuwarden) is een Nederlands schrijfster. Ze schrijft romantische fictie voor vrouwen van alle leeftijden. Hiermee heeft ze in de VS diverse awards gewonnen en ook in Nederland viel ze diverse keren in de prijzen.
Ze studeerde Middeleeuwse geschiedenis aan de Rijksuniversiteit in Utrecht. Na haar studie stond ze enkele jaren voor de klas. Uiteindelijk ging ze werken voor (meiden)bladen als Tina en begon ze met het schrijven van boeken die zowel in Nederland als in de Verenigde Staten goed worden verkocht.

### Nederlandse romans
- Sprong naar de liefde (Yes-uitgaven - 1991)
- Als een zandkorrel in de wind... (Rotterdam, maart 1994)
- Vergeten schande (Rotterdam, maart 1995)
- Rowena (Bloemendaal, juli 2000)
- Xandra (Bloemendaal, april 2001)
- Myrthe (Bloemendaal, juni 2002)
- Jasmijn (Haarlem, oktober 2003)
- Bedrogen liefde  (Arnhem, april 2006) Reeks: Amber Trilogie 1
- Heisa in Venetië (Kampen, juni 2006)
- Het meisje in de rode jurk (Arnhem, november 2006)
- Etage te huur (Augustus 2007)
- Romance in Toscane (mei 2007)
- Als een zandkorrel in de wind (Arnhem, november 2007) - herziene uitgave
- Princess Flirt (Kampen, november 2007)
- Leve de liefde! (Kampen, voorjaar 2008)
- Een nieuwe toekomst (Arnhem, voorjaar 2008) - vervolg op: Bedrogen Liefde. Reeks: Amber Trilogie 2
- Lanzarote lover (Kampen, november 2008)
- Gevaarlijke erfenis (Arnhem, februari 2009)
- Heimwee naar Lanzarote (Arnhem, najaar 2009)
- Vergeten schande (Arnhem, voorjaar 2010) - herziene heruitgave
- Cheesecake & kilts (Soest, juni 2010)
- Spetters & schoenen (Soest, november 2010)
- Myrthe (Soest, maart 2011) - herziene heruitgave
- Bedrogen liefde (Soest, voorjaar 2011) - herziene heruitgave. Reeks: Amber Trilogie 1
- Het meisje in de rode jurk (Soest, juni 2011) - herziene heruitgave
- Romance in Toscane (Soest, augustus 2011) - herziene heruitgave
- Eindelijk gelukkig - (Soest, november 2011) - vervolg op: Een nieuwe toekomst. Reeks: Amber Trilogie 3
- Jasmijn (Soest, november 2011) - herziene heruitgave
- Moeders wil (Soest, november 2011) - dubbelroman, bevat: 'Als een zandkorrel in de wind' en 'Vergeten schande'
- Xandra (Soest, maart 2012) - herziene heruitgave
- Dochter van de zon (Soest, november 2012)
- Poeslief (Soest, juni 2013)
- De vliegende Hollander (2014) (hot romance) - vert.van The flying Dutchman (VS, november 2007)
- De zwarte ridder (2014) (hot romance) - vert.van A Mysterious Knight (VS, februari 2004)
- Het ijsmeisje (2014) (hot romance) - vert.van Ice maiden (VS, mei 2006)
- Eeuwige liefde (2015) (hot romance) - vert.van Lord of the Marsh (VS, maart 2006)
- Liefde op de Javazee (2015) (Cruiseschip Cupido 1)
- Oostzee romance (2016) (Cruiseschip Cupido 2)
- Het betoverde kasteel (2017) (hot romance) - vert.van The enchanted castle (VS, juli 2004)
- Zinderende liefde (2017) (hot romance) omnibus van Eeuwige liefde, Het betoverde kasteel & Magische passie
- In vuur en vlam (2017) (hot romance) omnibus met De zwarte ridder, Het ijsmeisje & De vliegende Hollander
- Pinguïns & passie (2018) (Cruiseschip Cupido 3)
- Passie in Peking (2019)
- Lenteliefde & Kersenbloesem (2020) (Cruiseschip Cupido 4)
- Een roos voor Roxanne (2021) (Mango Beach Curaçao 1)

### Engelse romance novels
- A Mysterious Knight (VS, februari 2004)
- The Enchanted Castle (VS, juli 2004)
- Lord of the Marsh (VS, maart 2006)
- Ice Maiden (VS, mei 2006)
- The Flying Dutchman (VS, november 2007)
- Legends of the Lowlands (VS, juni 2011)- Trade paperback.